# Walter L. Fisher

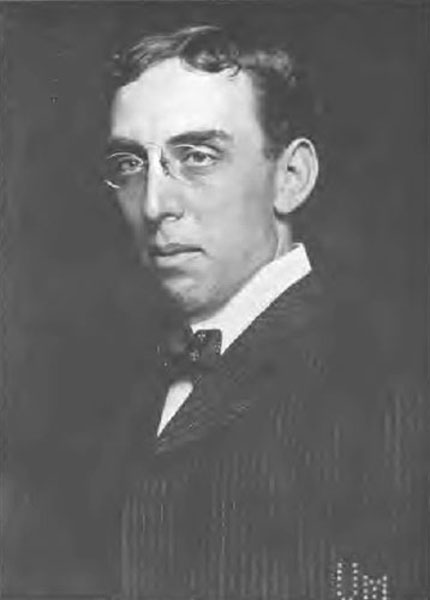
Walter L. Fisher

Walter Lowrie Fisher (* 4. Juli 1862 in Wheeling, Virginia; † 9. November 1935 in Winnetka, Illinois) war ein US-amerikanischer Politiker (Republikanische Partei), der dem Kabinett von US-Präsident William Howard Taft als Innenminister angehörte.
Walter Fisher wurde 1862 in Wheeling geboren, das im folgenden Jahr ein Teil des neuen Bundesstaates West Virginia wurde. Er zog später mit seiner Familie nach Indiana, wo sein Vater Daniel Webster Fisher das Amt des Präsidenten am Hanover College übernahm. Nachdem er zunächst das Marietta College besucht hatte, setzte Fisher seine Ausbildung dann auch in Hanover fort und machte dort 1883 seinen Bachelor-Abschluss. Danach studierte er die Rechtswissenschaften und eröffnete in Chicago seine eigene Anwaltskanzlei.
Dort wurde Fisher 1906 Präsident der Municipal Voters League of Chicago, einer Wählerorganisation, welche die Korruption bekämpfen wollte, die sich unter den Beigeordneten der Stadt ausgebreitet hatte. Seine Anstrengungen waren so erfolgreich, dass Kandidaten für ein Amt erst eine Ehrenerklärung seiner Liga unterschreiben mussten, ehe sie gewählt werden konnten. Es gelang ihm auch, die Korruption in der Verkehrsbehörde Chicagos einzudämmen. Sein Einsatz für die dem Naturschutz verpflichtete National Conservation Association ließ ihn endgültig zu einem Kandidaten für einen Platz im Kabinett werden.
Präsident Taft, mit dem er schon über viele Jahre befreundet war, berief Fisher zunächst in die Eisenbahn-Sicherheitskommission, ehe er ihn am 13. März 1911 als Nachfolger des zurückgetretenen Innenministers Richard Achilles Ballinger in sein Kabinett holte. Dieses Amt übte Walter Fisher bis zum 5. März 1913 aus. Er unterstützte Taft auch bei dessen Wiederwahlanstrengungen, musste aber letztlich nach der Niederlage im Jahr 1912 gemeinsam mit dem Präsidenten aus der Regierung ausscheiden.
Walter Fisher zog sich danach aus der Politik zurück und starb 1935 in seinem Wohnort Winnetka in Illinois.
1915 überlebte sein Bruder, Dr. Howard Lowrie Fisher, die Versenkung des britischen Passagierdampfers Lusitania durch ein deutsches U-Boot. Er war auf dem Weg nach Frankreich, um dort an der Front ein Krankenhaus für Kriegsopfer zu führen.